# Jebel Irhoud 1
Jebel Irhoud 1 è il fossile di un cranio di un ominide scoperto a Jebel Irhoud in Marocco nel 1961  da Christos Sariannidis.

## Descrizione
Inizialmente classificato come appartenente alla specie Homo neanderthalensis, solo dopo approfonditi studi comparativi il cranio è stato attribuito ad un esemplare di maschio adulto di Homo sapiens.
La datazione del fossile, all'epoca della scoperta incerta a causa dei metodi estrattivi utilizzati, fa risalire il reperto a circa 300.000, rendendolo tra i più antichi resti attribuibili all'Homo sapiens.